# Sads
Sads (estilizado como SADS ou sads) é uma banda de post-punk e rock alternativo da cena visual kei formada em 1999 pelo cantor Kiyoharu após o fim do Kuroyume. Após cinco álbuns de estúdio, entre eles Babylon (2000) que alcançou o 1° lugar na parada japonesa Oricon, pausaram as atividades em 2003. Voltaram em 2010, com uma formação diferente, e entraram em mais um hiato em 2018. Em 2024, Kiyoharu anunciou o retorno do Sads com três shows.

## Carreira

### 1999–2003
Após o fim do Kuroyume, Kiyoharu imediatamente formou a banda de post-punk Sads em 1999. Estrearam com o single "Tokyo" em julho, que alcançou a segunda posição na Oricon Singles Chart e inesperadamente iniciaram suas atividades com uma turnê internacional, de quatro shows no Reino Unido. Seu nome vem da palavra "Sadism" (sadismo em inglês). O baixista Tanuma deixou a banda logo após a conclusão da turnê no Reino Unido e foi substituído por Kobayashi Masaru após Hironari Yamane tocar como o baixista suporte por um tempo. Seu álbum de estreia, Sad Blood Rock 'n' Roll, foi lançado em 2 de setembro e alcançou a segunda posição na Oricon Albums Chart.
Alcançaram o topo da Oricon com seu segundo álbum de estúdio, Babylon (2000). O single "Bōkyaku no Sora", tema do drama japonês Ikebukuro West Gate Park, se tornou um hit. Kiyoharu disse que logo após formar o Sads, ele sentiu uma sensação de vazio, que cessou com o lançamento de Babylon. Ele também afirmou que o Sads foi "a banda mais intensa que eu já fiz".
Em 2001 estabeleceram sua própria gravadora, a Fullface Records, que também promoveu bandas como Merry. O baterista Muta Masahiro deixou a banda e foi substituido por Mitsuzon Eiji, que também foi baterista de apoio do Kuroyume. O single "Porno Star" e o EP Appetizing 4 Songs estiveram entre os dez mais vendidos da Oricon naquele ano. Em 2002 lançaram um álbum sem título, conhecido como “ ”(untitled) e embarcaram numa extensa turnê que durou de 12 de abril até a véspera de ano novo chamada Good-Bye 2002!! "BEAUTIFUL DAYS" FOR HEAVY PETTING. Em março de 2003, lançaram o álbum 13.
Após o baterista Eiji Mitsuzono anunciar que estava deixando o Sads neste mesmo ano, o grupo entrou em um hiato indefinido e Kiyoharu iniciou carreira solo. Encerraram lançando o álbum de grandes êxitos Greatest Hits ~Best Of 5 Years~.

### 2010–2018
Em 2010, Kiyoharu anunciou a volta do Sads, desta vez com uma formação diferente e também do Kuroyume. Agora o Sads consistia de K-A-Z na guitarra, Go na bateria e Keisuke Kubota como baixista. Lançaram seu primeiro álbum desde 2003, The 7 Deadly Sins em 7 de julho de 2010, que alcançou a décima segunda posição nas paradas da Oricon Albums Chart. O EP Lesson 2 foi lançado em dezembro. Em 2014 foi lançado um álbum de tributo ao Sads, M, contando com covers de artistas como Mejibray e Diaura. Em um show em 30 de setembro de 2016 em Akasaka, Hazuki (lynch.) participou como convidado surpresa.
Um segundo foi anunciado em outubro de 2018. Lançaram seu último álbum antes da pausa, FALLING Ultimate Edition, no dia 24.

### 2024–presente
Em comemoração aos 30 anos desde sua estreia em uma grande gravadora, Kiyoharu anunciou o retorno do Sads com três shows em Tóquio. Os dois primeiros cobrirão suas músicas de 1999 a 2003, enquanto o último apresentará a era de 2010 a 2018. Estes shows fazem parte da grande turnê do cantor Tenshi no Uta - Never End Extra, que também contém shows solo e encerra com um do Kuroyume..

## Membros
- Kiyoharu (清春) – vocais (1999–2003, 2010–2018, 2024–presente)
- K-A-Z[nota 1] – guitarra (2010–2018)
- Yutaro – baixo (2010–2018)
- Go – bateria (2010–2018)

### Ex membros
- Sakashita Taketomo (1999–2003)
- Kobayashi Masaru (2000–2003)
- Tanuma Tetsuhiro (1999)
- Muta Masahiro (1999–2001)
- Mitsuzono Eiji (2001–2003)

## Discografia

### Álbuns
Álbuns de estúdio
| Título                   | Lançamento            | Posição na Oricon |
| ------------------------ | --------------------- | ----------------- |
| Sad Blood Rock 'n' Roll  | 2 de setembro de 1999 | 2                 |
| Babylon                  | 7 de junho de 2000    | 1                 |
| The Rose God Gave Me     | 29 de agosto de 2001  | 5                 |
| " "(untitled)            | 12 de abril de 2002   | -                 |
| 13                       | 26 de março de 2003   | 16                |
| The 7 Deadly Sins        | 7 de julho de 2010    | 12                |
| Lesson 2                 | 8 de dezembro de 2010 | 23                |
| FALLING Ultimate Edition | 24 de outubro de 2018 | 15                |